# Janusz Kusociński

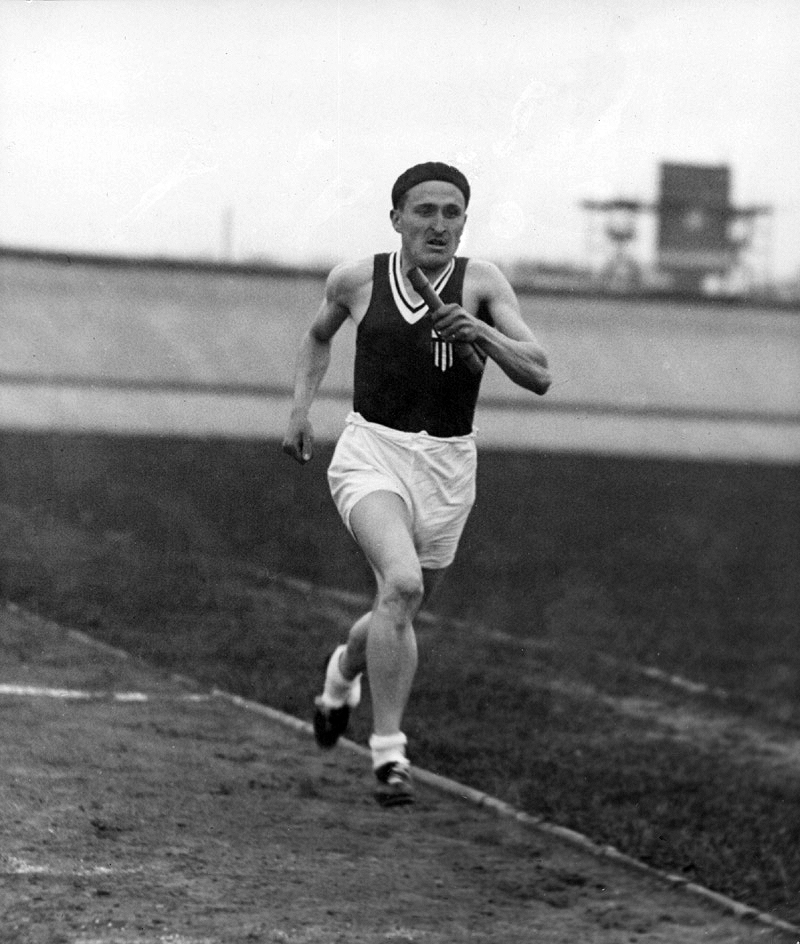
Trening Janusza Kusocińskiego 1937.

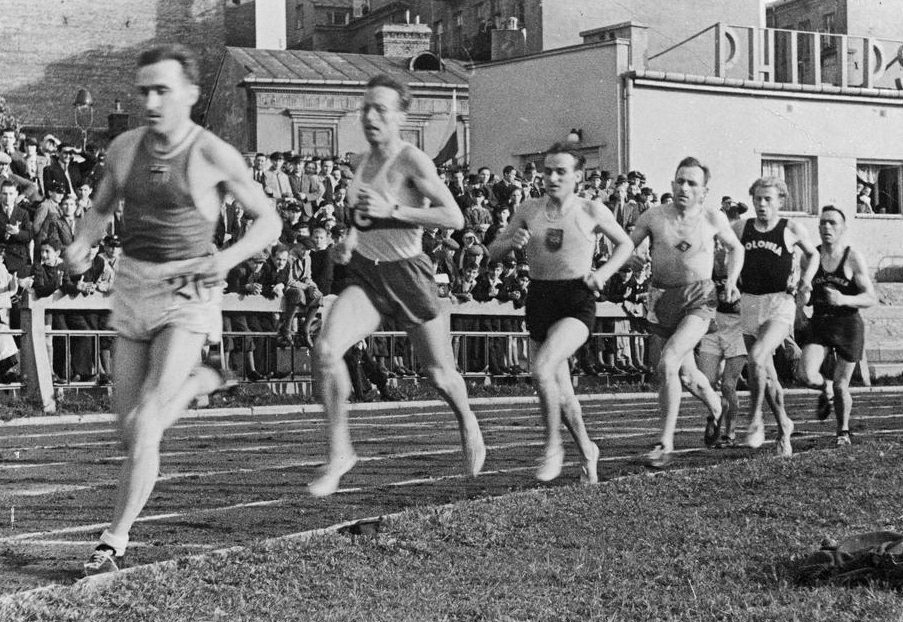
Kusociński biegnie na 1. miejscu wraz z czołówką polskich biegaczy Józefem Nojim, Wacławem Soldanem i Kazimierzem Hermanem – zawody w Warszawie 1939.

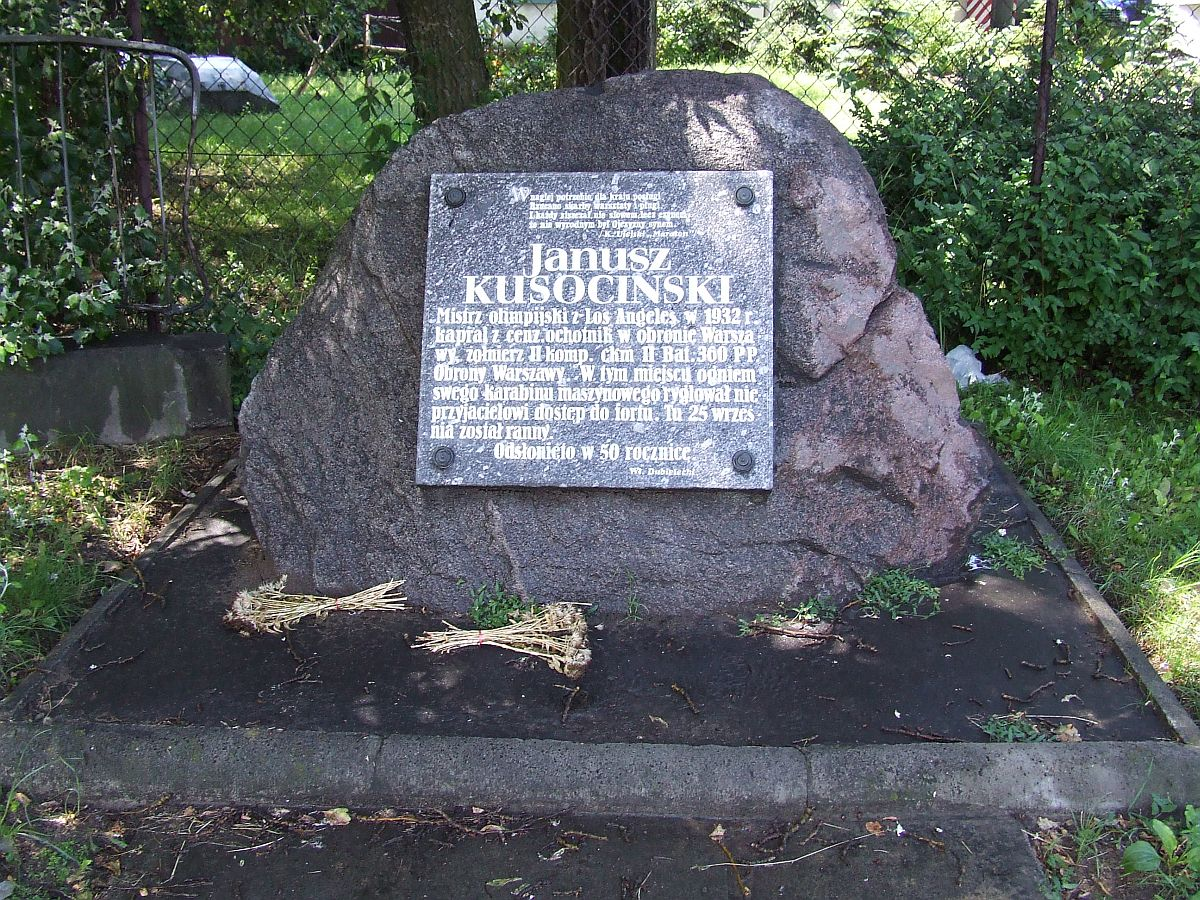
Pamiątkowa tablica ku czci Janusza Kusocińskiego przy Forcie Czerniaków, ul. Powsińska 13

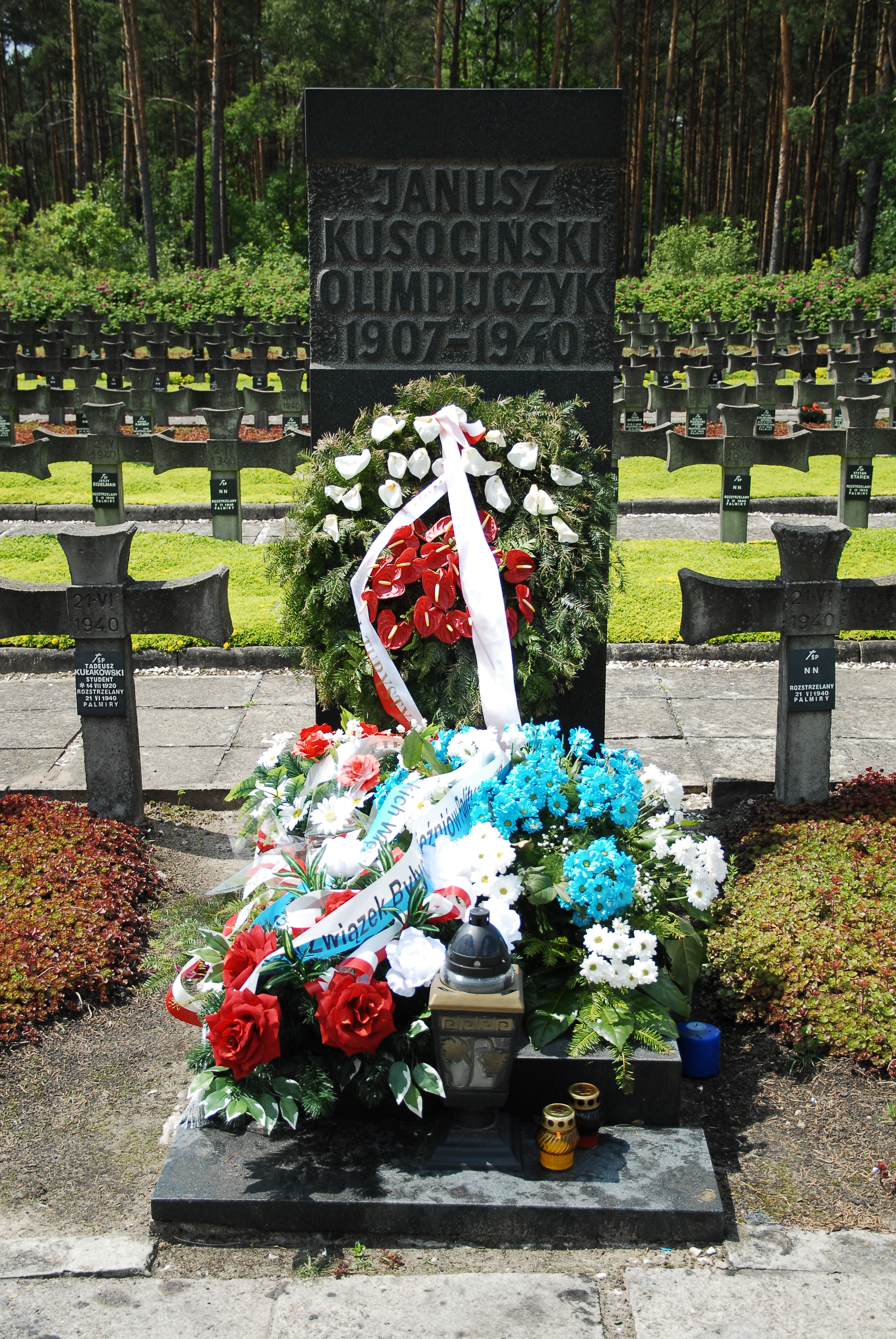
Grób Janusza Kusocińskiego na Cmentarzu w Palmirach

Janusz Tadeusz Kusociński, ps. Kusy (ur. 15 stycznia 1907 w Warszawie, zm. 21 czerwca 1940 w Palmirach) – polski lekkoatleta, złoty medalista olimpijski z Los Angeles w biegu na 10 000 m, srebrny medalista pierwszych mistrzostw Europy na dystansie 5000 m. Wielokrotny mistrz oraz rekordzista Polski w biegach średnich i długich. Uczestnik obrony Warszawy, działacz konspiracji niepodległościowej podczas okupacji niemieckiej, zamordowany w Palmirach.

## Życiorys
Dzieciństwo spędził w Ołtarzewie, gdzie jego ojciec Klemens, urzędnik kolejowy, posiadał małe gospodarstwo rolne. Janusz miał dwóch braci oraz trzy siostry. Najstarszy z braci, Zygmunt (ur. 1894), zginął podczas I wojny światowej, prawdopodobnie we Francji. Inny z braci, Tadeusz (ur. 1900), zginął podczas wojny polsko-bolszewickiej pod Zamościem w 1920 roku. Najmłodsza i najukochańsza siostra Janusza (ur. 1906) zmarła w 1929 roku, co Kusociński mocno przeżył. Najstarsza siostra i matka przeżyły wojnę, matka zmarła wkrótce po jej zakończeniu.
Sport zaczął amatorsko uprawiać od 1925 roku, początkowo jako piłkarz, a później biegacz w Robotniczym Klubie Sportowym Sarmata w Warszawie. W 1928 roku ukończył Warszawską Szkołę Ogrodniczą przy ul. Wspólnej. W 1931 roku został wybrany laureatem „Przeglądu Sportowego” na najlepszego sportowca roku. Po dłuższej przerwie zdał eksternistycznie maturę i w 1937 roku otrzymał świadectwo dojrzałości. W 1938 roku został absolwentem CIWF w Warszawie. Po ukończeniu studiów pracował jako nauczyciel wychowania fizycznego, trener, dziennikarz. Był redaktorem naczelnym „Kuriera Sportowego”.

### II wojna światowa
Jako kapral z cenzusem ochotniczo zgłosił się w kampanii wrześniowej do wojska i został wcielony do kompanii karabinów maszynowych II batalionu 360 Pułku Piechoty. Walczył w obronie stolicy, był dwukrotnie ranny m.in. 25 września w obronie fortu Dąbrowskiego przy ulicy Powsińskiej. 28 września 1939 roku został odznaczony Krzyżem Walecznych z rozkazu gen. Juliusza Rómmla.
W czasie okupacji pracował jako kelner w barze „Pod Kogutem” przy ul. Jasnej, zwanej Gospodą Sportowców. Zaangażował się wówczas w działalność niepodległościową. Gościom lokalu, w którym pracował, dostarczał tajną podziemną prasę. Wśród sportowców zamierzał zorganizować komórkę Związku Walki Zbrojnej.
Był członkiem podziemnej Organizacji Wojskowej „Wilki” (działał pod pseudonimem Prawdzic). Po jej dekonspiracji (denuncjacji przez Niemca, Szymona Wiktorowicza) 26 marca 1940 roku został aresztowany przez Gestapo w bramie domu przy ul. Noakowskiego 16, w którym mieszkał. Uwięziono go początkowo w więzieniu mokotowskim, następnie w siedzibie Gestapo przy al. Szucha 25. W czasie przesłuchań był torturowany w celu wymuszenia zeznań.
W dniach 20–21 czerwca 1940 roku został wywieziony z Pawiaka transportem do Palmir pod Warszawą. Został rozstrzelany przez Niemców w pobliżu Palmir, w Puszczy Kampinoskiej, w ramach akcji AB, mającej na celu eksterminację polskiej inteligencji. Grób sportowca (II kwatera, mogiła XVII) został rozpoznany przez siostrę w październiku 1947 roku, ponieważ znaleziono przy nim figurkę św. Antoniego oraz grzebień, który dostał od siostry. Razem z nim rozstrzelano m.in. Macieja Rataja, marszałka Sejmu w II Rzeczypospolitej, Tomasza Stankiewicza, kolarza, wicemistrza olimpijskiego z igrzysk w Paryżu w 1924 roku w kolarstwie (4000 m na torze drużynowo), Mieczysława Niedziałkowskiego, członka ponadpartyjnego Komitetu Obywatelskiego przy Dowództwie Obrony Warszawy, Feliksa Żubera, lekkoatletę, uczestnika igrzysk olimpijskich w Amsterdamie w 1928 roku.

## Kariera sportowa
W dzieciństwie chętnie grywał w popularnego w Polsce palanta, którego porzucił dla piłki nożnej. Z zamiarem zrobienia kariery piłkarskiej grał w wielu amatorskich drużynach, a ostatecznie związał się z Robotniczym Klubem Sportowym Sarmata, gdzie jako piłkarz grał w ataku. Piłkarska drużyna Sarmaty była jednak słaba i nie osiągała wówczas znaczących sukcesów, co zniechęciło sportowca do dalszej gry. Jego kariera biegacza rozpoczęła się zupełnie przypadkowo w 1925 roku, kiedy na zawodach zorganizowanych z okazji święta robotniczego zabrakło jednego zawodnika do sztafety. Zaproponowano udział Kusocińskiemu, a ten wyraził zgodę i jego drużyna wygrała.
Jako zawodnik bieganie rozpoczął w Sarmacie w 1926 roku w biegach na 800 i 1500 m. Był wielokrotnym mistrzem i rekordzistą Polski w biegach średnich i długodystansowych. Opracował własną metodę treningu długodystansowego tzw. interwałową. Pierwszym i jedynym trenerem Kusocińskiego był Estończyk Aleksander Klumberg. Intensywny trening zaaplikowany przez Klumberga i znaczny wkład pracy Kusocińskiego przyniosły rezultaty. W 1928 roku został mistrzem Polski. W 1929 roku przeszedł z „Sarmaty” do KS „Warszawianka” i z tym klubem był związany do 1939 roku.
Laureat Wielkiej Honorowej Nagrody Sportowej (1931).
Obok Stanisławy Walasiewiczówny był najpopularniejszym sportowcem Polski międzywojennej, również popularną postacią w warszawskich salonach. Czynnie uprawiał sport do wybuchu wojny w 1939 roku. W Polsce jego największym rywalem był Józef Noji.
Prawdopodobnie pierwszymi zawodami poza granicami kraju, w których Janusz Kusociński brał udział, były Igrzyska Robotnicze w Pradze w roku 1927 (miał numer startowy 199).
Jego największym osiągnięciem sportowym było zdobycie złotego medalu na igrzyskach olimpijskich w Los Angeles w 1932 roku, podczas których w biegu na 10 000 metrów pokonał czołówkę światowych biegaczy, m.in. Finów Lauriego Virtanena i Volmari Iso-Hollo.
Osiągnięcia sportowe Janusza Kusocińskiego:
- złoty medal w biegu na 10 000 m na Letnich Igrzyskach Olimpijskich w 1932 roku w Los Angeles (31 lipca 1932 z czasem 30:11,4)
- rekordy świata w zawodach:
  - w Antwerpii na 3000 m (19 czerwca 1932 z czasem 8:18,8)[1].
  - na 4 mile (30 czerwca 1932, 19:02,6),
- 2. miejsce w biegu na 5000 m na Mistrzostwach Europy (1934 z czasem 14:41,2),
- 5. miejsce w biegu na 1500 m na Mistrzostwach Europy w 1934 roku,
- 25 rekordów Polski na różnych dystansach,
- 1. miejsce w biegu na 1500 m na Mistrzostwach Polski w latach 1930 i 1931,
- 1. miejsce w biegu na 5000 m na Mistrzostwach Polski w latach 1928, 1930 i 1931,
- 1. miejsce w biegu na 10 000 m na Mistrzostwach Polski w 1939 roku,
- 1. miejsce w biegu na 800 m na Mistrzostwach Polski w 1932 roku,
- 1. miejsce w biegach przełajowych w latach 1928, 1930 i 1931,
- 1. miejsce w biegu na 3 mile podczas Mistrzostw Wielkiej Brytanii w 1934 roku[10].

## Ordery i odznaczenia
- Krzyż Komandorski z Gwiazdą Orderu Odrodzenia Polski (pośmiertnie, 12 sierpnia 2009)[11]
- Krzyż Walecznych (28 września 1939)
- Złoty Krzyż Zasługi (8 września 1932)[12]
- Srebrny Krzyż Zasługi (19 marca 1931)[13]

## Upamiętnienie
Na jego cześć od 1954 roku corocznie odbywają się międzynarodowe zawody – Memoriał Janusza Kusocińskiego.
W Ożarowie Mazowieckim Janusz Kusociński został upamiętniony pomnikiem wystawionym przed pływalnią miejską oraz tablicą pamiątkową ustawioną na rogu ul. Tadeusza Kościuszki i Poznańskiej, w miejscu, w którym stał dom jego rodziców.
W Jaworznie, Warszawie, Warce, Łodzi, Gdańsku, Tczewie, Gliwicach, Dąbrowie Górniczej, Szczecinie, Kielcach, Mielcu, Ostrowie Wielkopolskim, Radomiu, Świdniku, Włoszczowie, Kutnie, Piasecznie, Pile, Puławach, Wałbrzychu, Chrzanowie, Niepołomicach, Kłodzku, Krakowie, Wejherowie, Wolsztynie, Toruniu, Bogatyni, Jastrzębiu-Zdroju, Opolu, Laskowicach Pomorskich oraz w Stalowej Woli, Szczecinie, Wałczu jedna z ulic nosi nazwę Janusza Kusocińskiego.
Pomnik lekkoatlety znajduje się także w Dolsku w Wielkopolsce.
Jego imię noszą:  IV Liceum Ogólnokształcące z oddziałami sportowymi i integracyjnymi w Wałbrzychu, LIX Liceum Ogólnokształcące Mistrzostwa Sportowego w Warszawie, Szkoła Podstawowa w Bożympolu Wielkim, Szkoła Podstawowa nr 5 w Chorzowie, Szkoła Podstawowa w Kołodziejewie (gmina Janikowo), Szkoła Podstawowa nr 3 w Legionowie, Szkoła Podstawowa nr 3 z Oddziałami Dwujęzycznymi i Sportowym w Łomiankach, Szkoła Podstawowa w Opatówku, Szkoła Podstawowa nr 18 w Kaliszu, Zespół Szkół Sportowych i Ogólnokształcących w Gdańsku, Szkoła Podstawowa nr 1 w Ożarowie Mazowieckim, Szkoła Podstawowa nr 2 w Myśliborzu, Szkoła Podstawowa nr 5 w Nowym Dworze Mazowieckim, Szkoła Podstawowa z Oddziałami Integracyjnymi w Przytocznej, Gimnazjum nr 1 w Ostrołęce, Szkoła Podstawowa nr 4 w Inowrocławiu, Szkoła Podstawowa nr 5 w Świdniku, Zespół Szkół nr 9 we Wrocławiu, Szkoła Podstawowa nr 3 w Zambrowie, Szkoła Podstawowa nr 27 w Bielsku-Białej, Publiczne Gimnazjum w Przyłęku, Publiczne Gimnazjum w Borowej (województwo dolnośląskie), Zespół Szkół Ogólnokształcących Sportowych nr 1 w Krakowie, Szkoła Podstawowa z oddziałami integracyjnymi w Łobudzicach, Szkoła Podstawowa nr 71 w Poznaniu, Szkoła Podstawowa w Sadku, Szkoła Podstawowa nr 25 w Elblągu, Szkoła Podstawowa w Pogalewie Wielkim, Szkoła Podstawowa w Daleszynie, Szkoła Podstawowa nr 1 w Złocieńcu, Szkoła Podstawowa nr 8 w Czechowicach-Dziedzicach, Zespół Szkół Ogólnokształcących nr 16 w Kielcach, Szkoła Podstawowa w Laskowicach, Szkoła Podstawowa nr 37 w Łodzi, Szkoła Podstawowa nr 3 w Sulechowie, nieistniejące Gimnazjum nr 3 w Szczecinie, Szkoła Podstawowa nr 10 w Zielonej Górze, Szkoła Podstawowa w Wyczółkach (województwo mazowieckie), Szkoła Podstawowa w Wiadrowie (województwo dolnośląskie), a także klub sportowy UKS „Kusy”, stadion miejski w Gostyninie, stadion Miejskiego Ośrodka Sportu i Rekreacji w Ostrzeszowie, jedna z ulic Piaseczna (mazowieckie), Włoszczowy (świętokrzyskie), Łodzi (łódzkie), Lęborka (pomorskie) oraz stadion Brwinowskiego Klubu Sportowego „Naprzód”. Jedna ze ścieżek w wiosce olimpijskiej w Monachium została nazwana jego nazwiskiem (Kusocinskidamm).
Jego imieniem został nazwany statek PŻM „Janusz Kusociński”.
Tablica pamiątkowa przy Forcie Czerniaków przy ul. Powsińskiej 13 w Warszawie upamiętnia miejsce, gdzie został ranny w czasie obrony Warszawy w 1939 roku.

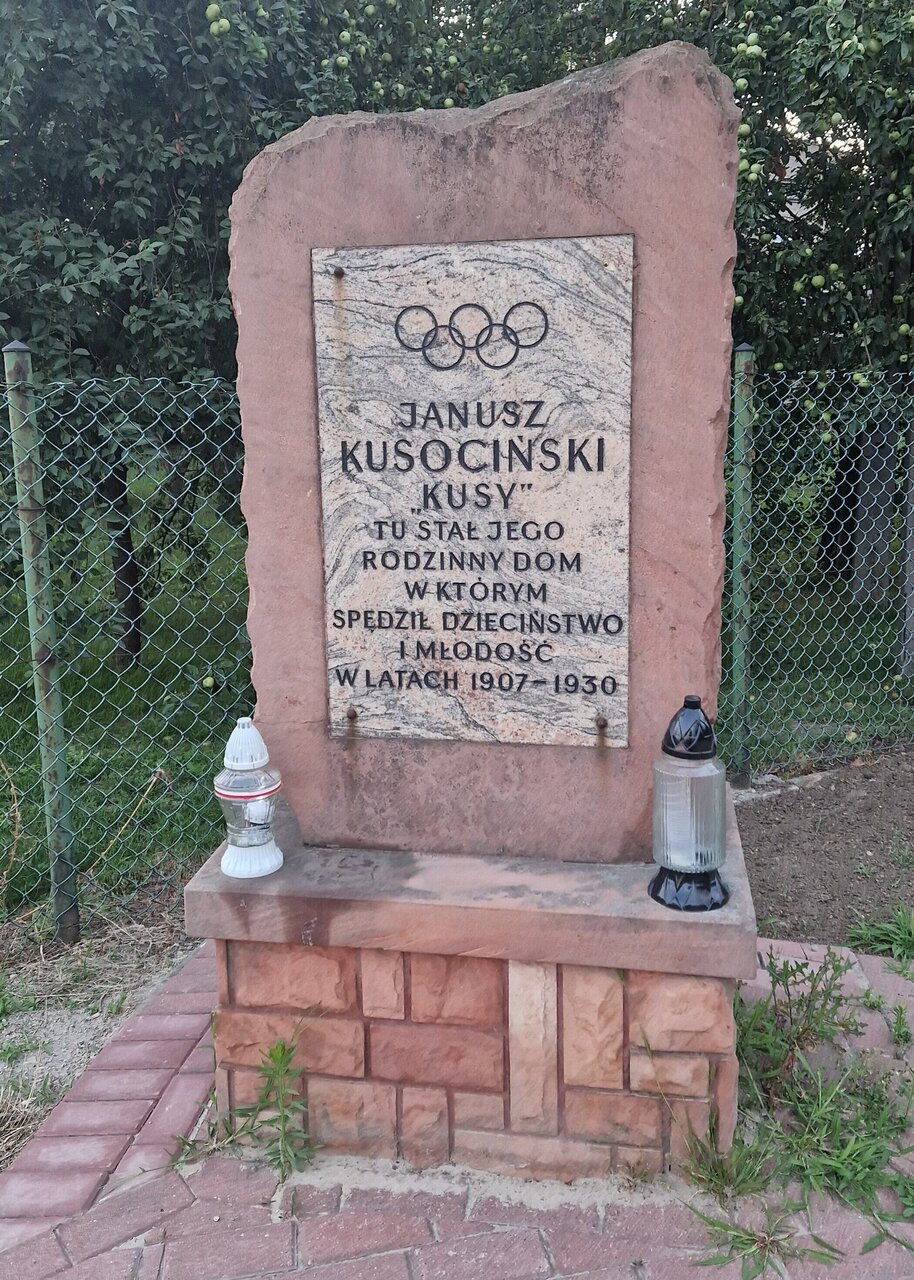
Kamień z tablicą upamiętniającą miejsce, gdzie stał dom, w którym mieszkał Janusz Kusociński w latach 1907 - 1930, na skrzyżowaniu ulic Kościuszki i Poznańskiej (drogi na Poznań) w Ołtarzewie.

W Ołtarzewie (woj. mazowieckie) na skrzyżowaniu ulic Kościuszki i Poznańskiej (drogi na Poznań) stoi kamień z tablicą upamiętniającą miejsce gdzie stał dom, w którym Janusz Kusociński mieszkał w latach 1907 - 1930. 
Wojennym losom Janusza Kusocińskiego poświęcony jest film Ostatnie okrążenie z 1977 roku.
W 2000 roku w pierwszej edycji Alei Gwiazd Sportu we Władysławowie odsłonięto gwiazdę Janusza Kusocińskiego.
Od jego imienia został nazwany jeden z parków w Olsztynie.
W Szczecinie działa Międzyszkolny Klub Sportowy „Kusy” (pseudonim lekkoatlety), w którym uprawiane są: koszykówka, piłka ręczna, szermierka, lekkoatletyka oraz gimnastyka sportowa i artystyczna. Ponadto siedziba klubu znajduje się u zbiegu ulic Narutowicza i Kusocińskiego.
20 maja 2022 roku Janusz Kusociński został patronem Szkoły Podstawowej w Słodkowie (w gminie Turek, w województwie wielkopolskim)